# Opercularia apiciflora
Opercularia apiciflora är en måreväxtart som beskrevs av Jacques-Julien Houtou de La Billardière och Antoine Laurent de Jussieu. Opercularia apiciflora ingår i släktet Opercularia och familjen måreväxter. Inga underarter finns listade i Catalogue of Life.